# Лёгкие крейсера типа «Раймондо Монтекукколи»
Лёгкие крейсера́ ти́па «Раймо́ндо Монтеку́кколи» — тип лёгких крейсеров итальянского флота времён Второй мировой войны. Всего построено 2 корабля: «Раймондо Монтекукколи» (Raimondo Montecuccoli), «Муцио Аттендоло» (Muzio Attendolo). Являлись дальнейшим развитием лёгких крейсеров типа «Луиджи Кадорна». В военно-морской литературе классифицируются как тип «Кондоттьери C» (Condottieri C).

## История создания
Лёгкие крейсера данной серии строились по программе 1930—1931 гг. Это была попытка создать более сбалансированные крейсера, чем корабли двух первых серий («Condottieri»). Для этого увеличили размер и водоизмещение на 2000 т., так же заметно улучшили мореходность и защиту. В сравнении с предшественниками, более чем в 2,5 раза возрос вес брони (с 575 до 1350 т.).
На испытаниях «Montecuccoli» развил скорость до 38,7 узлов (это превысило контрактные 37 узлов). Однако при этом водоизмещение было меньше стандартного, а мощность превысила проектную на 18 %. В ходе службы лёгкие крейсера данной серии могли легко держать ход в 34 узла.

## Название
Головной корабль получил имя в честь итальянца графа Раймондо Монтекукколи — австрийского полководца XVII века.

## Конструкция

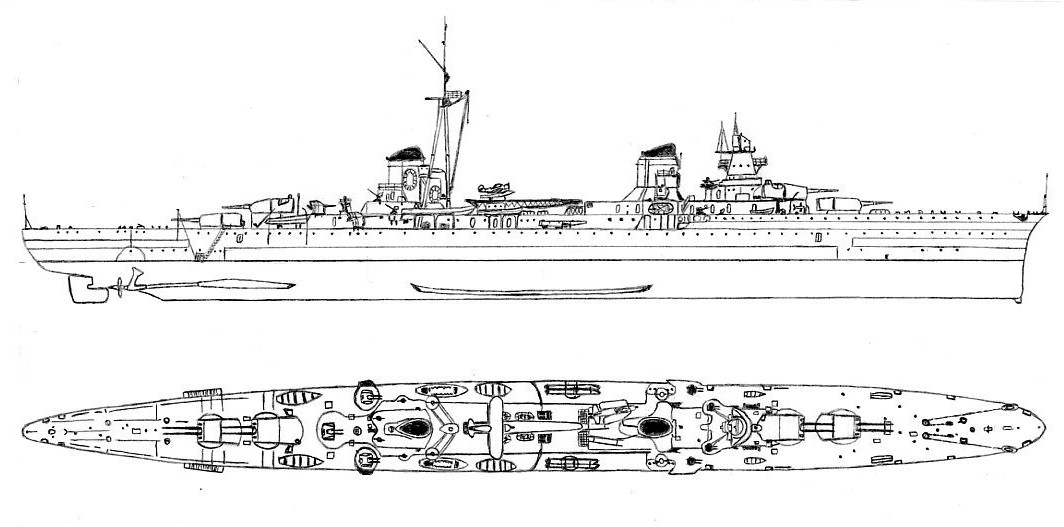
Схема лёгкого крейсера «Раймондо Монтекукколи»

Принятая схема бронирования в основном не отличалась от 1-й и 2-й серии «Condottieri», но при этом была существенно увеличена толщина её элементов. Внешний боевой пояс достигал 60 мм, а продольная переборка между концевыми башнями до 25 мм, так же увеличили толщину переборок погребов до 30 мм. Более того, обшивка корабля выше броневого пояса, во всю высоту борта, создавалась толщиной в 20 мм. При всём этом усиление вертикальной защиты не дополнялось укреплением горизонтальной (палубы) — до 30 мм поверх пояса и до 20 мм в оконечностях. В результате, лёгкие крейсера данной серии не имели зоны свободного маневрирования под огнём 203-мм орудий и узкую зону под обстрелом 152-мм орудий.
В сравнении предшествующих серий итальянских лёгких крейсеров, остался неизменным состав и размещение вооружения. Перемещения затронули только авиационную катапульту (новое расположение — между дымовыми трубами) и была создана частично поворотной (могла отклонятся на угол до 30° от диаметральной плоскости).
Так же не претерпело изменений схема расположения энергетической установки, но при этом была повышена её мощность для компенсации роста водоизмещения. В пользу повышения живучести растянутой энергетической установки все паровые котлы были размещены в индивидуальных котельных отделениях (кроме носового котельного отделения № 1 с двумя паровыми котлами).

## Служба
«Раймондо Монтекукколи» — заложен 1 октября 1931 г., спущен 2 августа 1934 г., вошёл в строй 30 июня 1935 г. 4 декабря 1942 г. был сильно повреждён бомбами американской авиации в Неаполе, после чего ремонтировался до середины 1943 г. Списан 1 июня 1964 г.
«Муцио Аттендоло» — заложен 10 апреля 1933 г., спущен 9 сентября 1934 г., вошёл в строй 7 августа 1935 г. В августе 1942 г. был сильно повреждён торпедой английской подводной лодки «Unbroken», в результате взрыва была оторвана носовая оконечность. Во время ремонта в Неаполе 4 декабря 1942 г. был потоплен бомбами американской авиации.

## Оценка проекта
«Condottieri» 3-й серии оказались гораздо более удачными, в сравнении со своими предшественниками. Оба корабля данной серии стали первыми полноценными лёгкими крейсерами итальянского королевского флота. Помимо заметного улучшения мореходности и защиты, крейсера отличались от предыдущих серий мощной, хорошо отработанной, надёжной силовой установкой .